# Виктор Кренке
Виктор Данилович Кренке е руски офицер и военен инженер, генерал-лейтенант. Участник в Руско-турската война (1877 – 1878).

## Биография
Роден е през 1816 г. в Тихвински уезд, Новгородска губерния в семейството на потомствен дворянин. Ориентира се към военното поприще. Завършва Павловския кадетски корпус със специалност военен инженер (1836). Действителна служба започва в Гренадирския сапьорен батальон с първо офицерско звание прапоршчик.
Служи в Гренадирския и в Гвардейския корпус (1850 – 1857). От Надзирава привеждането в отбранително положение на крепостта Виборг във връзка с Кримската война от1853-1856 г.. Повишен е във военно звание генерал-майор от 1860 г. Окръжен интендант на Санктпетербургския военен окръг (1864), командир на 26-а пехотна дивизия (1866). Повишен е във военно звание генерал-лейтенант от 1867 г. Напуска поради болест военната служба през 1869 г.
Участва в Руско-турската война (1877 – 1878). Назначен е в действащата армия в разпореждане на главнокомандващия Николай Николаевич. В края на юли е командирован на Шипченския проход. Старши офицер в Шипченския отряд и неизменен помощник на енергичния командир генерал-майор Николай Столетов. С разбиране и ентусиазъм се заема с инженерното осигуряване. Като мобилизира българи от град Габрово, строи и завършва в кратък срок шосеен път от 11 версти (11,7 км) на Шипченския проход за превоз на артилерията и тежките товари.
Ръководи укрепителните работи на бойната позиция при изключително трудни условия. Редом до генерал-майор Николай Столетов и генерал-майор Валериан Дерожински участва в най-тежките боеве за защита на прохода. Инженерно осигурява движението на подкрепленията за от 8-и Армейски корпус с командир генерал-лейтенант Фьодор Радецки за решителния бой на Шипка.
На 11/23 август донася с телеграма до Главната квартира на Действащата руска армия:
„За изкачването на оръдията и на други тежести в планината на 11 (23 август) изпратих от Габрово 80 чифта волове. На 12 (24 август) 1000 души се събраха, за да носят вода. Жителите на Габрово са в неописуем възторг“.
Награден с Орден „Свети Владимир“ II ст. и Орден „Свети Георги“ IV ст. След отстояването на Шипченския проход работи по устройството на военните съобщения в завзетите територия. Началник на военните съобщения при Временното руско управление в България. Излиза в запаса на инженерните войски през юни 1879 г.
Съставител е на издаваната няколко пъти енциклопедия „За селското стопанство“ (1868). Автор на популярната брошура „Картофът, каква полза принася той и как да се отнасяме с него“ (1884). Сред военно-литературните му трудове са известни съчиненията „Шипка през 1877 г.“ („Исторический вестник“, 1883), „Отбраната на Балтийското крайбрежие през 1854 – 1856 г.“ (1887) и „Спомени“ („Исторический вестник“, август 1893). Сътрудник на периодичното издание „Инженерный журнал“.

## Семейство
баща – Даниел Иванович Кренке,
майка – Анна Николаевна Кренке,
съпруга – Александра Александровна Кренке,
дъщеря – Екатерина Викторовна Кренке,
син – Александър Викторович Кренке,
братя – Константин Данилович Кренке, Аалександър Данилович Кренке и Николай Данилович Кренке.